# Palazzina Laf
Palazzina Laf és una pel·lícula italiana de 2023, dirigida i protagonitzada per Michele Riondino, en el seu debut com a director.
El guió està extret del llibre Fumo sulla città de l'escriptor Alessandro Leogrande, mort prematurament, que també havia de participar en la creació del guió i a qui està dedicada la pel·lícula. La pel·lícula es va veure prèviament a ls 18ª Festa del Cinema di Roma.
Als David di Donatello 2024 la pel·lícula va rebre cinc nominacions, finalment va guanyar tres premis, al Millor actor protagonista  (a Michele Riondino), el Millor actor secundari (a Elio Germano) i el Millor cançó original (La mia terra, escrita i interpretada per Diodato).

## Argument
Tàrent, 1997. L'obrer Caterino Lamanna viu en una masia que ha caigut en desgràcia per la seva proximitat a al polígon industrial i està a punt de casar-se amb l'Anna amb qui comparteix el somni d'anar a viure a la ciutat. Quan els responsables de l'empresa decideixen que faci d’espia per identificar els treballadors dels quals s'hauria de desfer, Caterino comença a perseguir els seus companys amb l'objectiu de denunciar-los.
Aviat, sense entendre la seva degradació, també demana ser col·locat a la Palazzina LAF (acrònim de laminació en fred), el departament d'Ilva reservat als empleats "incòmodes". És allà on Caterino descobrirà que el que creia que era un paradís és en realitat un infern.

## Repartiment
- Michele Riondino: Caterino Lamanna
- Elio Germano: Giancarlo Basile
- Vanessa Scalera: Tiziana Lagioia
- Anna Ferruzzo: Fiscal
- Domenico Fortunato: Angelo Caramia
- Gianni D'Addario: Franco Orlando
- Michele Sinisi: Aldo Romanazzi
- Fulvio Pepe: Renato Morra
- Marina Limosani: Rosalba Liaci
- Eva Cela: Anna
- Pierfrancesco Nacca: Fabio
- Paolo Pierobon: doctor Moretti
- Giuseppe Loconsole: carabiniere

## Inspiració
La pel·lícula explica a través dels ulls d'un treballador un dels casos més greus de abús en el lloc de treball de la història italiana. El títol de l'obra pren el seu nom de l'edifici homònim, adjacent al Laminador en fred, del qual s'expliquen els fets, en el qual als anys 90 els propietaris i gestors de l’ Ilva de Tàrent, en el moment dels fets ja formaven part de el Grup Riva, va decidir confinar els treballadors que s'havien oposat a la "novació" del contracte, és a dir, a la desclassificació laboral, una pràctica il·legal i també perillosa per als mateixos treballadors.

## Rodatge
La pel·lícula es va rodar a Taranto, al barri de Tamburi, inclosa la "Parrocchia Gesù Divino Lavoratore", visible a les primeres escenes de la pel·lícula, el mosaic de la qual representa Crist des del pont giratori, amb el rerefons de vaixells i xemeneies, beneeix obrers, pescadors, mestresses de casa, professionals; mosaic fet a la pel·lícula que mostra amb duresa les contradiccions de la ciutat. Algunes filmacions també van tenir lloc a Massafra, a la província de Tàrent, i a l'interior de l'antiga siderúrgia Lucchini a Piombino, a la Toscana, on es van recrear completament algunes sales, com ara com l'entrada a la siderúrgia, la coqueria i la pròpia Palazzina LAF.

## Distribució
La pel·lícula es va estrenar a la 18ª Festa del Cinema di Roma a la secció Grand Public.
El tràiler de la pel·lícula es va publicar en línia l'octubre de 2023.
La pel·lícula va ser distribuïda als cinemes italians per BiM Distribuzione a partir del 30 de novembre de 2023.

## Banda sonora
La música original és de Teho Teardo. La banda sonora inclou una cançó d'Andrea Laszlo De Simone, Sogno l'amore i la cançó inèdita La mia terra interpretada, escrita i composta per Diodato.

## Taquilla
La pel·lícula ha recaptat  846.726 € amb 140.624 entrades.

## Critica
La pel·lícula va tenir una bona acollida pels crítics de cinema, que van apreciar la direcció i el guió, definint-la com «una obra de fort compromís civil», així com les habilitats interpretatives de Riondino i Germano.
Federico Gironi de Comingsoon.it defineix la pel·lícula com «una denúncia» en la qual el director implementa «un cinema civil», no trobant-lo un documental ja que «utilitza la comèdia i el grotesc per explicar la seva història». El periodista subratlla que «l'aspecte social i polític aconsegueix funcionar tan bé, sense ser mai pesat ni embafador per a l'espectador», valorant els plans, la cura de l'escenografia i el maquillatge. Vania Amitrano de Ciak també agraeix la producció de la pel·lícula, escrivint que «cada escena està construïda per oferir un detall addicional sobre el panorama general, intentant mostrar tant els abusos com la culpa". Amitrano afirma que al director «no li interessa oferir solucions ni trobar un únic culpable» i que a la pel·lícula «no hi ha herois, […] el propi protagonista és un personatge pel qual com a molt se sent una barreja de menyspreu i commiseració».

## Reconeixements
- 2024 – David di Donatello[5]
  - Millor actor protagonista a Michele Riondino
  - Millor actor no protagonista a Elio Germano
  - Millor cançó original (La mia terra) a Diodato
  - Nominació al millor director novell a Michele Riondino
  - Nominació al millore guió original a Michele Riondino i Maurizio Braucci

- 2024 – Nastro d'argento
  - Millor dierctor novell a Michele Riondino
  - Millor guió a Maurizio Braucci e Michele Riondino
  - Millor actor protagonista a Michele Riondino
  - Millor actor no protagonista a Elio Germano
  - Millor cançó original (La mia terra) a Diodato
  - Nominació al Millor muntatge a Julien Panzarasa
  - Nominació al Millor director de càsting a Dario Ceruti

- 2023 – Ciak d'oro[28]
  - Millor director novell a Michele Riondino
  - Millor actor protagonista a Michele Riondino
  - Millor cançó original (La mia terra) a Diodato

- 2023 – Designat Film della Critica pel Sindacat Nacional de Crítics Cinematogràfics Italians[29]